# Ov Hell
Ov Hell est un supergroupe de black metal norvégien, originaire de Bergen, Hordaland. Le premier album du groupe, The Underworld Regime, est publié en février 2010 par Indie Recordings. Depuis 2012, l'activité du groupe est en suspens.

## Biographie
Ov Hell est formé en 2009, par le bassiste King Ov Hell du groupe Gorgoroth qui a donné son nom à la formation. Ov Hell est mis en place avec l'aide de Shagrath du groupe Dimmu Borgir après la dissolution temporaire de God Seed. 
God Seed joue à deux festivals — Hellfest et With Full Force — en été 2009, reprenant les albums de Gorgoroth Twilight of the Idols et Ad Majorem Sathanas Gloriam. Pendant cette période d'activité, Gaahl devait écrire les paroles et les enregistrer sur le premier album du groupe. Le reste de l'album est terminé depuis 2008, avec Frost à la batterie, Teloch et Ice Dale à la guitare, et King à la basse. Cependant, par manque d'enthousiasme, Gaahl quitte God Seed lors du With Full Force Festival et se retire du metal,,. 
King transforme alors l'album de God Seed en celui de Ov Hell, avec Shagrath au chant. L'album, intitulé The Underworld Regime, est publié en février 2010 en Europe par Indie Recordings, et en avril 2010 aux États-Unis par Prosthetic Records.
En novembre 2009, King annonce que le groupe sera capable de faire des tournées à l'avenir. En mai 2010 cependant, il explique qu'à cause du manque de temps, Ov Hell ne fera aucun concert, et que le groupe restera un groupe de session.

## Discographie
- 2010 : The Underworld Regime

## Membres

### Derniers membres
- Shagrath - chant (2009-2012)
- King Ov Hell - chant, basse (2009-2012)

### Membres de session
- Ice Dale - guitare
- Frost - batterie
- Teloch - guitare